# ACME Laboratories
ACME Laboratories  è una società informatica statunitense con sede a Berkeley, in California.
Nota anche come ACME Labs, fu fondata nel 1972 da Jef Poskanzer, tuttora suo proprietario ed amministratore.

## Principali prodotti
- ACME Mapper - servizio cartografico online di alta precisione con standard GeoRSS [2]
- Portable pixmap
- Thttpd HTTP server

La società ha collaborato all'implementazione Unix di A/UX per conto della Apple.